# Grupo Salinas
Grupo Salinas, S.A. de C.V., es un conglomerado mexicano de empresas con actividades en diversos sectores económicos, como servicios financieros; seguros y administración de fondos para el retiro; comercio especializado; medios de comunicación y producción de contenidos; telecomunicaciones; energía, entre otros.

## Historia
El grupo fue creado por el empresario Ricardo Salinas Pliego. Tiene su origen en una pequeña fábrica de muebles fundada en 1906 por Benjamín Salinas y su cuñado Joel Rocha, en Monterrey, Nuevo León.
El negocio comenzó a crecer, pero los eventos derivados de la Revolución Mexicana forzaron su cierre. En la década de los años 1920, Salinas y su cuñado deciden reiniciar su proyecto pero ya no como fábrica, sino como una mueblería, con lo que surge la primera tienda Salinas&Rocha (en Monterrey), en la cual introducen el sistema de ventas en abonos semanales.
Para 1933, contaban con tres sucursales y deciden expandirse a la Ciudad de México. Hugo Salinas Rocha (hijo de Benjamín Salinas), asumió la gerencia del establecimiento en la capital del país.
Posteriormente, en 1948, Hugo Salinas Rocha emprendió un nuevo negocio: un taller dedicado a la manufactura de radios y televisores, denominado Radiotécnica, S.A. Un par de años después, en 1950, decidió cambiar el nombre de la empresa luego de que, tras varios esfuerzos, lograra la calidad deseada de los aparatos. De esta manera surgió Elektra.
Más tarde, en 1956, la empresa abrió sus propias tiendas y, eventualmente, dejó la manufactura para dedicarse exclusivamente a la venta de muebles, artículos de línea blanca y electrónica.
En 1961, algunas diferencias entre los dueños de Salinas&Rocha llevaron a su división, tras lo cual, Hugo Salinas Price, hijo de Hugo Salinas Rocha, asumió la dirección de Elektra. En las dos décadas siguientes, la gestión de Salinas Price llevó a la compañía a una expansión con la que alcanzó 59 sucursales en todo México.
A principios de la década de los años 1980, Salinas Price incorporó a su hijo Ricardo Salinas Pliego al equipo de Elektra, en medio de una crisis económica en el país derivada de la caída de los precios del petróleo y una fuerte inflación, que pusieron en riesgo la viabilidad de la empresa. Ricardo Salinas contribuyó a la recuperación e internacionalización del negocio y a la expansión hacia otros sectores económicos con la creación de nuevas compañías, que finalmente se englobaron bajo el nombre de Grupo Salinas.
El 2 de agosto de 1993 le fue adjudicada la licitación del «Paquete de Medios» (es decir, una parte de las empresas paraestatales de medios audiovisuales y sus propiedades) por alrededor de 650 millones de dólares, obteniendo la infraestructura e instalaciones del disuelto Instituto Mexicano de la Televisión, la cadena de salas cinematográficas, Compañía Operadora de Teatros, S.A. y los Estudios América. Esa misma fecha, como parte de la misma licitación, obtiene la concesión de la concesionaria de la Red Nacional 13 y las concesionarias de la Red Nacional 7, canal 8 de Monterrey y 2 de Chihuahua, para operar dos cadenas de televisión con cobertura nacional, consolidándose la televisora privada, Televisión Azteca.

## Empresas e iniciativas
Entre las marcas que forman parte de Grupo Salinas, figuran Grupo Elektra, TV Azteca, Banco Azteca, Italika, tiendas Neto, Grupo Dragón, y los clubes de fútbol de la Liga MX varonil, Mazatlán Fútbol Club y Club Puebla.
También promueve diversas iniciativas sociales y culturales como Fundación Azteca, el Centro Ricardo B. Salinas Pliego, Kybernus, Caminos de la Libertad y Arte&Cultura.
Grupo Salinas se estructura de la siguiente manera:
- Comercio especializado y servicios financieros
  - Grupo Elektra.
    - Purpose Financial.[7][8]
    - Punto Casa de Bolsa.[9]

  - Banco Azteca.
    - Seguros Azteca.
    - Afore Azteca.[10]

  - Presta Prenda.[11]
  - Tiendas Neto.[12]

- Medios de Comunicación
  - TV Azteca.
    - TV Azteca Guatemala.
    - Azteca Honduras.

- Telecomunicaciones
  - Total Play.
  - Totalplay Empresarial.

- Transportes
  - Italika.

- Otras empresas
  - Upax.[13]
  - Agencia i.[14]
  - Promo Espacio.[15]
  - Grupo Dragón.[16]
  - Totalsec.[17]

- Compromiso Social y Cultural
  - Fundación Azteca.
  - Centro Ricardo B. Salinas Pliego.[18]
  - Kybernus.[19]
  - Caminos de la Libertad.[20]
  - Arte y Cultura Grupo Salinas.[21]

- Equipos de fútbol
  - Mazatlán Fútbol Club
  - Club Puebla

- Educación
  - Universidad de la Libertad.[22]